# بیماری نیمن پیک
بیماری نیمن پیک (به انگلیسی: Niemann–Pick disease)مجموعه‌ای از اختلالات متابولیک ارثی است. در این بیماری متابولیسم اسفنگولیپیدها (از چربی‌های غشا سلول) مختل می‌شود در نتیجه این چربی به صورت غیرطبیعی در اندامک لیزوزوم سلول‌ها تجمع می‌یابد. لیزوزوم از اجزای سلول است که در حالت طبیعی وظیفه نقل و انتقال مواد در داخل سلول یا به خارج سلول را بر عهده دارد.
پیش‌آگهی بیماری در افراد مختلف متفاوت است به طوری که نوع شدید بیماری منجر به مرگ نوزادان می‌شود اما بیماران مبتلا به انواع خفیف‌تر ممکن است طول عمر طبیعی داشته باشند.

## علائم و نشانه‌ها
تا چند سال پیش فکر می‌کرده‌اند که بیماری همیشه توأم با عوارض عصبی بوده و در چند ماه اول عمر موجب مرگ بیمار می‌شود ولی از مدتی پیش بتدریج با پیشرفت پاراکلینیک این بیماری را در نزد بالغین و افراد مسن هم پیدا کرده‌اند برخلاف فرم حاد کودکان این فرم‌ها را شکل مزمن بیماری نامیده‌اند.
نوع کودکان – شایع‌ترین نوع مرض نیمن پیک بشمار می‌رود در ماه‌های اول عمر ظاهر می‌شود اولین علائم که نظر طبیب را جلب می‌کند اختلال گوارش یعنی بی اشتهائی، اسهال و استفراغ می‌باشد که در تعقیب آن حال عمومی طفل روبه وخامت می‌رود این اختلالات گوارش را ناشی از انفیلتراسیون چربی مخصوص در دستگاه هاضمه و حجیم شدن شکم می‌دانند.
کودک روز بروز لاغرتر شده و بسرعت چربی زیر پوست را از دست می‌دهد تعریق زیاد از بدو تولد در نزد این بیماران در بیشتر ابسرواسیون‌ها دیده شده‌است.
رنگ پوست بدن این مریض‌ها در اثر پیگمانتاسیون پراکنده تیره یا خاکستری یا قهوه ای می‌باشد. این تیرگی رنگ بیشتر در سطوحی که در مجاورت نور قرار گرفته‌اند دیده می‌شود پیگمانتاسیون در مخاطها هم دیده می‌شود بطوریکه در دهان تولید لکه‌های شبیه به لکه‌های جوهر در روی زبان و گونه می‌کند.
قیافه اغلب این بیماران را شبیه صورت قورباغه می‌دانند: چشم‌هایشان برجسته و نزدیک بهم بوده و ابروانشان برجسته تر از عادی و کلفت می‌باشد.
بزرگی طحال و کبد از علائم زودرس این بیماری محسوب می‌شود. طحال و کبد تمام شکم را پر می‌کند و روز بروز هم حجمشان بیشتر می‌شود کبد سفت و در تمام جهات بزرگ شده و لبه آن را به‌خوبی می‌توان لمس کرد. طحال در بیشتر اوقات تا نزدیک لگن و حتی از خط میانه هم می‌گذرد.
آسیت معمولاً وجود ندارد مگر در مراحل آخر قبل از مرگ – مایع اسیت زرد رنگ تقریباً دارای ترکیبات مشابه خون می‌باشد مقدار چربی موجود در آن طبیعی است، اعظم غدد سطحی به‌طور متوسط در نواحی مختلف زیر بغل و کشاله ران دیده می‌شود.
اختلال دستگاه تنفسی همیشه دیده می‌شود این اختلالات معمولاً به صورت سرفه، تنگ نفس، تندی نفس در بیشتر شرح حال‌ها ذکر شده‌است و حتی گاهی اوقات ممکن است در رادیو گرافی ریتین تصاویری شبیه سل ارزنی دیده شود. این تصاویر بیشتر در اطراف ناف و ریه وجود دارد.
اختلال دستگاه عصبی- به صورت سستی اعصاب و هیپتونی بتدریج ظاهر می‌شود و کودک را از حرکت بازمی‌دارد بطوریکه در مراحل پیشرفته کودک قادر به کوچک‌ترین حرکت نمی‌باشد در پاره ای اوقات برخلاف هیپوتونیسیته هیپرتونیسیته توأم هیپوفلکسی دیده می‌شود و همچنین بیمار از لحاظ روانی دچار عقب افتادگی شده و بتدریج بطرف احمقی پیش می‌رود.
حس بینایی و شنوائی بتدریج از بین می‌رود. نیستاگموس در بعضی موارد گزارش داده شده‌است.
در دو سوم حالات درماکول چشم یک لکه خاکستری یا قرمز آلوبالوئی شبیه ته چشم بیماران مبتلا به تی ساکس دیده می‌شود در هر صورت اتروفی عصب چشم موجود نبوده و کوری ناشی از اختلال اعصاب مرکزی می‌باشد عوارض چشمی از نوع مگاکورنه و گلوکورنه و گلوکوم دیده شده‌است .

## توصیف بیماری
در بیماری نیمن پیک در آن به دلیل وجود نقص در آنزیم اسفنگومیلیناز، لیپوپروتئینی چون اسفنگومیلین تجزیه نشده و همراه با کلسترول در نقاط مختلف بدن از جمله سیستم عصبی مرکزی و سیستم رتیکولوآندوتلیال تجمع می یابد.
یک بیماری اتوزوم مغلوب که دارای چهار کلاس (A-B-C-D) بوده و کلاسیک‌ترین نوع آن A است. نسبت فامیلی والدین، موتاسیون‌ها و زمینه ژنتیکی از جمله ریسک فاکتورها هستند. هپاتواسپلنومگالی، اختلالات نورولوژیک، اختلال در بلع، اشکال در نشستن و ایستادن از علائم اصلی بیماری هستند. در پنجاه درصد موارد نوع بیماری، دانه‌های گیلاسی رنگ نیز در چشم دیده می‌شود. در موارد شدید و انتهایی بیماری، اپیستوتانوس، حالت دسربره و کری و کوری ایجاد می‌شود و معمولاً این بیماران تا چهار سالگی می‌میرند. شروع علائم بالینی در نوع A در ماه اول یا دیرتر و در نوع B از دوران جنینی تا نوجوانی می‌باشد  که در مورد نوع C شروع بیماری در نوزادی تا نوجوانی کشنده است.

## انواع بیماری
در سال ۱۹۶۱ بیماری به چهار گروه تقسیم شد:
بیماری نیمن پیک type A: نوع کلاسیک نوزادان
بیماری نیمن پیک type B: نوع احشایی
بیماری نیمن پیک type C: نوع تحت حاد جوانان
Niemann–Pick disease type D: Nova Scotian
امروزه با پیشرفت ژنتیک این بیماری به دو گروه طبقه‌بندی می‌شود:
Niemann-Pick disease، SMPD۱-associated، شامل types A and B
بیماری نیمن پیک type C شامل تیپ‌های C۱ و C۲ (تیپ D به وسیله همان ژن type C۱ ایجاد می‌شود)